# Карлсен, Эрик
Э́рик Ка́рлсен (швед. Eric Carlsén; род. 16 июня 1982, Сундсвалль) — шведский кёрлингист.

## Достижения
- Чемпионат Швеции по кёрлингу среди мужчин: золото (2005), бронза (2012).
- Чемпионат Европы по кёрлингу среди смешанных команд: бронза (2008).
- Чемпионат Швеции по кёрлингу среди смешанных команд: золото (2008).
- Чемпионат мира по кёрлингу среди юниоров: серебро (2002, 2003).
- Чемпионат Швеции по кёрлингу среди юниоров: золото (2001, 2002, 2003).

## Команды
| Сезон                                          | Четвёртый        | Третий             | Второй            | Первый            | Запасной                                            | Турниры                      |
| ---------------------------------------------- | ---------------- | ------------------ | ----------------- | ----------------- | --------------------------------------------------- | ---------------------------- |
| 1996—97                                        | Эрик Карлсен     | Carl-Axel Dahlin   | Нильс Карлсен     | Эмануэль Алльберг |                                                     |                              |
| 1997—98                                        | Эрик Карлсен     | Carl-Axel Dahlin   | Нильс Карлсен     | Эмануэль Алльберг |                                                     |                              |
| 1998—99                                        | Эрик Карлсен     | Carl-Axel Dahlin   | Нильс Карлсен     | Эмануэль Алльберг |                                                     |                              |
| 1999—00                                        | Эрик Карлсен     | Carl-Axel Dahlin   | Нильс Карлсен     | Эмануэль Алльберг |                                                     |                              |
| 2000—01                                        | Эрик Карлсен     | Carl-Axel Dahlin   | Нильс Карлсен     | Эмануэль Алльберг |                                                     | ЧШЮ 2001                     |
| 2000—01                                        | Carl-Axel Dahlin | Эрик Карлсен       | Эмануэль Алльберг | Нильс Карлсен     | David Kallin тренер: Dan Carlsén                    | ЧМЮ 2001 (5 место)           |
| 2001—02                                        | Эрик Карлсен     | Carl-Axel Dahlin   | Нильс Карлсен     | Эмануэль Алльберг |                                                     | ЧШЮ 2002                     |
| 2001—02                                        | Carl-Axel Dahlin | Эрик Карлсен       | Нильс Карлсен     | Эмануэль Алльберг | Даниэль Тенн тренер: Ян Страндлунд                  | ЧМЮ 2002                     |
| 2002—03                                        | Эрик Карлсен     | Carl-Axel Dahlin   | Нильс Карлсен     | Эмануэль Алльберг |                                                     | ЧШЮ 2003                     |
| 2002—03                                        | Carl-Axel Dahlin | Эрик Карлсен       | Нильс Карлсен     | Эмануэль Алльберг | Даниэль Тенн тренер: Микаэль Хассельборг            | ЧМЮ 2003                     |
| 2003—04                                        | Маркус Фельдт    | Sven Olsson        | Stefan Goransson  | Эрик Карлсен      |                                                     |                              |
| 2004—05                                        | Эрик Карлсен     | Андреас Прюц       | Даниэль Прюц      | Патрик Хоканссон  | Матиас Карлссон (ЧМ) тренер: Фредрик Хальстрём (ЧМ) | ЧШМ 2005 · ЧМ 2005 (9 место) |
| 2005—06                                        | Эрик Карлсен     | Андреас Прюц       | Даниэль Прюц      | Патрик Хоканссон  |                                                     |                              |
| 2006—07                                        | Эрик Карлсен     | Anders Hammerstrom | Erik Westling     | Oskar Sjostrom    |                                                     |                              |
| 2009—10                                        | Пер Карлсен      | Нильс Карлсен      | Эрик Карлсен      | Никлас Берггрен   | Микаэль Норберг тренер: Томми Олин                  | ЧМ 2010 (8 место)            |
| 2010—11                                        | Пер Карлсен      | Нильс Карлсен      | Эрик Карлсен      | Микаэль Норберг   |                                                     |                              |
| 2011—12                                        | Нильс Карлсен    | Эрик Карлсен       | Рикард Хальстрём  | Oskar Sjöström    | тренер: Фредрик Карлсен                             | ЧШМ 2012                     |
| 2012—13                                        | Нильс Карлсен    | Эрик Карлсен       | Рикард Хальстрём  | Oskar Sjöström    | Фредрик Карлсен                                     | ЧШМ 2013 (5 место)           |
| Кёрлинг среди смешанных команд (mixed curling) |                  |                    |                   |                   |                                                     |                              |
| 2007—08                                        | Никлас Эдин      | Анетте Норберг     | Эрик Карлсен      | Анна Хассельборг  |                                                     | ЧШСК 2008                    |
| 2008—09                                        | Никлас Эдин      | Анна Хассельборг   | Эрик Карлсен      | Сабина Краупп     |                                                     | ЧЕСК 2008                    |

(скипы выделены полужирным шрифтом)

## Частная жизнь
Из семьи кёрлингистов: его отец Дэн (англ. Dan Carlsén) — кёрлингист и тренер, дядя (брат Дэна) Пер и брат Нильс — также кёрлингисты, многократно игравшие с Эриком в одной команде.